# 대한민국 대통령실 경호처
대통령실 경호처(大統領室 警護處, Presidential Security Service, 약칭:PSS)는 중앙행정기관이었던 대통령실 소속의 대통령 및 가족의 경호에 관한 사무를 관장하는 대한민국의 기관이었다. 2008년 2월 29일 대통령경호실을 개편하여 발족하였으며 2013년 3월 23일 대통령경호실로 개편되면서 폐지되었다. 기관장은 차관급 정무직 공무원을 보하였다.

## 설치 근거 및 소관 업무
- 정부조직법 [법률 제8872호, 2008.02.29 일부개정] 제14조[1]
- 대통령실과 그 소속기관 직제 [대통령령 제20723호, 2008.02.29 제정] 제3조[2]

## 연혁
- 2008년 2월 29일 - 대통령경호실을 폐지하고 대통령실 산하에 경호처를 신설.
- 2013년 3월 23일 - 대통령실을 폐지. 경호처는 대통령경호실로 승격.

## 조직
| - 기획실 - 경호본부 - 안전본부 | - 지원본부 - 감사관 - 경호안전교육원 |

## 역대 처·차장

### 대통령실 경호처장
| 정부        | 대수 | 이름           | 임기                               | 출신지                | 출신학교 | 비고                                                        |
| ----------- | ---- | -------------- | ---------------------------------- | --------------------- | -------- | ----------------------------------------------------------- |
| 이명박 정부 | 초대 | 김인종(金仁鍾) | 2008년 2월 25일 ~ 2011년 10월 26일 | 전남 제주 (제주 제주) | 육사     | 50사단장&제2야전군 사령관&국방부 정책기획관                 |
| 이명박 정부 | 2대  | 어청수(魚淸秀) | 2011년 10월 27일 ~ 2013년 2월 24일 | 경남 진주             | 동국대   | 부산·경기·서울지방경찰청장&경찰청장&국립공원관리공단 이사장 |

### 대통령실 경호처 차장
| 정부        | 대수 | 이름           | 임기                              | 출신지    | 출신학교 | 비고                                       |
| ----------- | ---- | -------------- | --------------------------------- | --------- | -------- | ------------------------------------------ |
| 이명박 정부 | 초대 | 주대준(朱大俊) | 2008년 2월 25일 ~ 2008년 6월 24일 | 경남 산청 | 고려대   | 대통령경호실 경호처 경호제5처장·행정본부장 |
| 이명박 정부 | 2대  | 연규용         | 2008년 6월 24일 ~ 2009년 11월 2일 |           |          | 부산항보안공사 사장                        |
| 이명박 정부 | 3대  | 최찬묵         | 2009년 11월 2일 ~ 2011년 6월 17일 |           |          | 대통령실 경호처 안전본부장                 |
| 이명박 정부 | 4대  | 안종하         | 2011년 6월 17일 ~ 2012년 7월 4일  |           | 광운대   | 대통령실 경호처 기획실장                   |
| 이명박 정부 | 5대  | 서성동         | 2012년 7월 4일 ~ 2013년 2월 24일  | 경북 군위 | 고려대   | 대통령실 경호처 안전본부장                 |